# Antaimoro (langue)
Pour les articles homonymes, voir Antaimoro.
L’antemoro est une langue malayo-polynésienne parlée à Madagascar surtout par la population antaimoro dans la région Fitovinany. Cette langue fait partie du groupe de dialecte malgache des hauts plateaux.
Elle a environ 1106000 locuteurs.
Quelques exemples en comparant le dialecte Antemoro avec celle du malagasy officiel, celle des merina.
Exempe 1: 
- En Français : Jean a un beau pantalon.
- En Antemoro :    Managna pataloha tsara i Jean.
- En Merina : Manana pantaloha tsara i Jean.

Exemple 2:
- En Français : Accepter
- En Antemoro : Magneky
- En Merina : Manaiky

En comparant l'Antemoro avec son dialecte le proche, le dialecte Antefasy:
Exemple 1:
- En Antemoro : Taiza koza anao teo ma ngahy?
- En Antefasy : Taia lôtry anao teo ma ngaha?
- En français: Ou étais-tu mon cher/chère?

Exemple 2:
- En Antemoro : Teko anao Jessica.
- En Antefasy : Tiako anao Jessica.
- En Français: Je vous aimes Jessica.

Exemple 3:
- En Antemoro : Ameo anahy amizao numerôn'i Sarobidy.
- En Antefasy : Omeo anaha amizao  numerôn'i Sarobidy.
- En français : Donnez-moi maintenant le numéro de Sarobidy.

## Chiffres
Chiffres :
- Raika (1)
- Roa (2)
- Telo (3)
- Efatry (4)
- Dimy (5)
- Enina (6)
- Fito (7)
- Valo (8)
- Sivy (9)
- Folo (10)
- Zato (100)
- Arivo (1000)

## Écriture
C'est plus généralement une langue parlée qu'écrite.
Pour la transcription, on utilise le sora-be, un alphabet d'origine arabe mais elle peut s'écrire en écriture latine également.